# ابریما سوهنا
ابریما سوهنا (انگلیسی: Ebrima Sohna؛ زادهٔ ۱۴ دسامبر ۱۹۸۸) بازیکن فوتبال اهل گامبیا است.
از باشگاه‌هایی که در آن بازی کرده‌است می‌توان به باشگاه ورزشی العربی کویت، باشگاه فوتبال رووانیمی پالوسئورا، باشگاه فوتبال کوپیون پالوسئورا، و باشگاه فوتبال ساندفیورد اشاره کرد.
وی همچنین در تیم ملی فوتبال گامبیا بازی کرده‌است.